# Grenoble–Montmélian-vasútvonal
A Grenoble–Montmélian-vasútvonal egy 52 km hosszúságú, kétvágányú,] normál nyomtávolságú, villamosított vasútvonal Délkelet-Franciaországban. A PLM építette és 1864. szeptember 15-én nyitotta meg (kétvágányúként), hogy összeköttetést biztosítson Grenoble és Montmélian között. 1991 szeptemberében Grenoble és Gières között villamosították, majd 2013. december 15-re megvalósult és üzembe helyezték a teljes vonal villamosítását.

## Története
A múltban a vonal északabbra, Grenoble központjához közelebbi útvonalon haladt. A város 1968-as téli olimpiára való felkészülésének részeként azonban az útvonalat délre, a Rocade Sud mellé helyezték át. Eybensben egy állomást nyitottak, amely a közeli olimpiai falut szolgálta ki. Ez az eltérés körülbelül 3 km-rel növelte a pálya teljes hosszát. Annak érdekében, hogy ne kelljen a vasútvonal összes kilométerszelvényét megváltoztatni, az új szakasz olyan kilométer-számozást kapott, mintha a Lyon-Grenoble-vasútvonal része lenne, majd ezután is ennek a vonalnak a része maradt. A régi vonal egy része még mindig létezik a 45°10′46.10″N 5°43′12.16″E ponton.

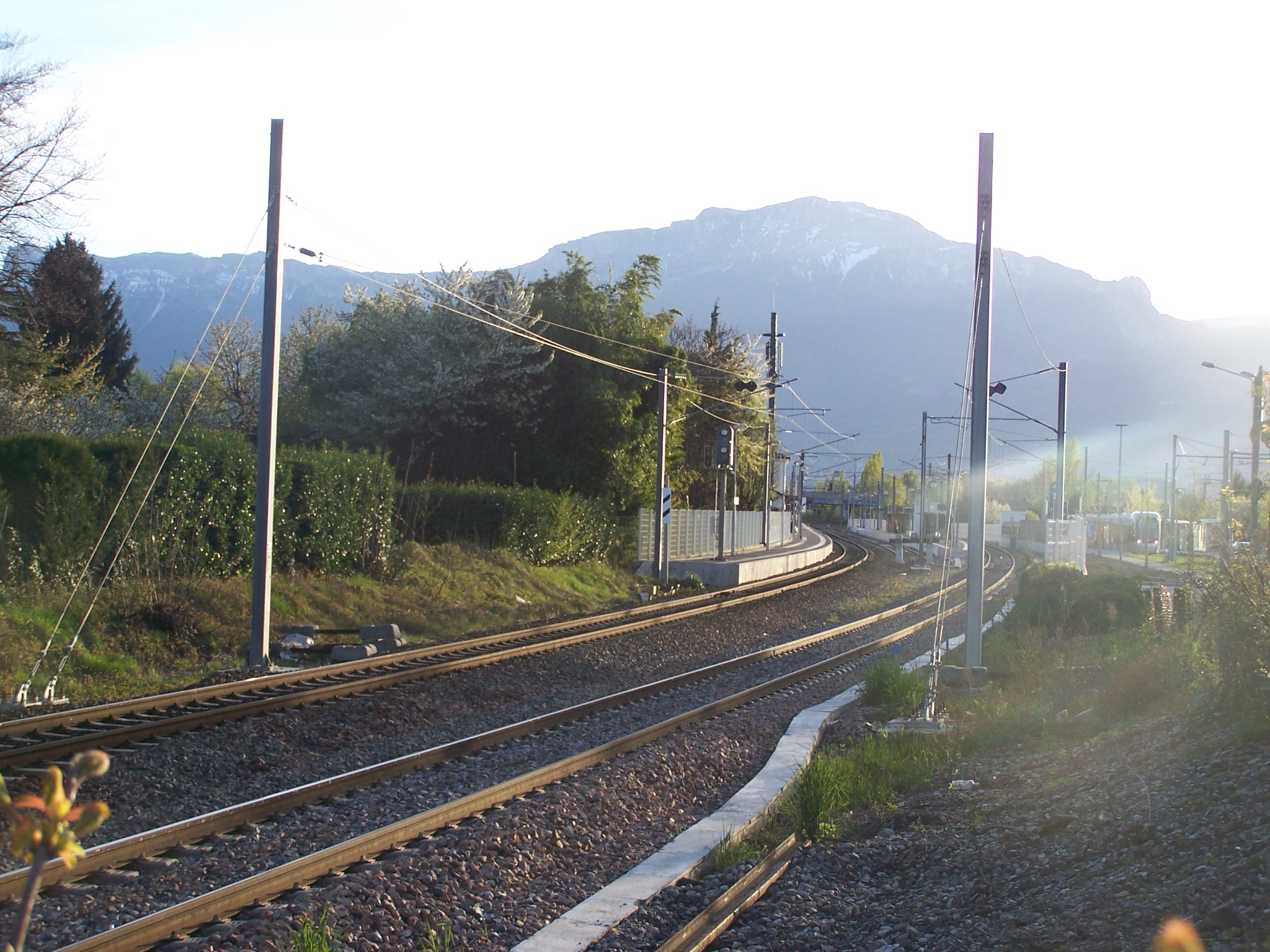
A villamosítás vége Grenoble Universités-Gières-nél 2013-ig

A vonal gazdaságosabbá tétele érdekében az 1990-es években a St Hélène du Lac, Le-Cheylas-la-Bussière, Tencin-Theys, Lancey és Domène állomásokat bezárták a személyforgalom elől. Domène állomás nyitva maradt, hogy a közeli gyárakat ellássa, azonban a személyszállító vonatok nem állnak meg. Goncelin és Le-Cheylas-la-Bussière között autóbuszjárat is közlekedik. Lancey-t 2005-ben nyitották meg újra, ami Franciaországban igen kivételes dolog. Ehhez az állomást teljesen felújították.